# Facundo Píriz
Facundo Julián Píriz González (Tarariras, 27 de Março de 1990) é um futebolista uruguaio que atua como Volante. Atualmente, joga pelo Montpellier, emprestado pelo Terek Grozny, da Rússia.

## Títulos
Nacional
- Campeonato Uruguaio (3): 2008–09, 2010–11 e 2011–12